# Ben Earl
Pour les articles homonymes, voir Earl.
Pas d'image ? Cliquez ici

a Compétitions nationales et continentales officielles uniquement.

b Matchs officiels uniquement.
Dernière mise à jour le 7 août 2025.
Ben Earl, né le 7 janvier 1998 à Redhill (Angleterre), est un joueur international anglais de rugby à XV. Il évolue aux postes de troisième ligne aile et troisième ligne centre aux Saracens en Premiership.

## Biographie

### Jeunesse et formation
La mère de Ben Earl a été PDG dans le secteur de la vente au détail, son père est un ancien avocat. Dans sa jeunesse il fréquente la New Beacon School (en), ainsi que la Tonbridge School qui sont deux établissements réservées aux garçons.
C'est vers ses onze ou douze ans, qu'il déclare avoir touché son premier ballon de rugby, il commence donc à en jouer dans son école de Tonbridge, puis par la suite avec le club local de Sevenoaks RFC (en).
Cependant, à l'école, Earl joue nettement plus au cricket qu'au rugby jusqu'à ses quinze ans, il pratique également la natation jusqu'à l'âge de treize ans. Par la suite, il rejoint les Saracens à quatorze ans puis intègre son Academy (centre de formation) par la suite. Bien qu'il soit très sportif, il est en surpoids jusqu'à ses dix-sept ans, c'est Rory Teague, son entraîneur à l'académie des Sarries, qui lui fait adopter un état d'esprit professionnel.
Durant sa jeunesse, il est tout d'abord placé comme centre et ailier, puis il passe progressivement chez les avants et est définitivement positionné en troisième ligne à l'âge de quinze ans. Il est sélectionné en équipe d'Angleterre des moins de 16 ans et c'est à cette période qu'il prend réellement conscience qu'il peut devenir rugbyman professionnel.
Il étudie la littérature comparée à la Queen Mary University of London et est titulaire d'un diplôme dans cette discipline, après avoir réalisé sa thèse sur la poésie grecque antique et sa présence dans les Caraïbes.
Sa famille étant amatrice de golf, il pratique parfois ce sport comme loisir,.
Earl représente les équipes de jeunes de l'Angleterre chez les moins de 16 ans, les moins de 18 ans, ainsi qu'avec l'équipe d'Angleterre des moins de 20 ans dont il est le capitaine,.

### Début de carrière aux Saracens et nombreux succès collectifs (2016-2019)
Ben Earl est prêté au club d'Ampthill RUFC avec son coéquipier Nick Isiekwe, avec qui il fait ses débuts senior en début de saison 2016-2017. En parallèle cette même saison, après être passé par l'Academy des Saracens, il fait ses débuts avec l'équipe professionnelle du club en Coupe anglo-galloise contre Gloucester Rugby, en novembre 2016. La même saison, il joue pour la première fois en Premiership contre les Bristol Bears, six mois plus tard,. En parallèle, il remporte notamment le Grand Chelem dans le Tournoi des Six Nations des moins de 20 ans 2017 avec cette dernière, puis participe au Championnat du monde junior la même année, où il inscrit un essai en finale lors de la défaite contre les Baby Blacks.
La saison suivante, il joue ses deux premiers matchs de Coupe d'Europe contre l'ASM Clermont, le club subit deux défaites. Pour la première titularisation de sa carrière en Premiership, il inscrit son premier essai contre le club des Exeter Chiefs. Il signe une prolongation de contrat après cette saison prometteuse. Il remporte son premier championnat d'Angleterre avec les Sarries, mais ne participe pas aux phases finales. Après sa saison 2017-2018 prometteuse, Eddie Jones le convoque avec l'équipe d'Angleterre pour la tournée estivale en Afrique du Sud. Néanmoins, il ne joue aucune rencontre lors de cette tournée.
En 2018-2019, il continue à gagner du temps de jeu, avec vingt-quatre matchs joués principalement comme troisième ligne centre lorsqu'il est titularisé, il dispute notamment la finale perdue de Premiership Rugby Cup contre les Northampton Saints. Les Saracens remportent un second Championnat d'Angleterre d'affilée, mais il ne prend, de nouveau, pas part aux phases finales. Ils font même le doublé avec la Coupe d'Europe, mais le titre n'est pas comptabilisé pour Earl car il n'a pas disputé la finale.

### Premières capes internationales, relégation des Saracens et prêt bénéfique aux Bristol Bears (2020-2021)
Une saison spéciale se profile pour les joueurs des Saracens en 2019-2020, le club a dépassé les limites du plafond salarial pour la quatrième saison de suite, il est donc sanctionné par la Fédération anglaise qui lui retire 105 points en championnat pour s'assurer que le club soit rétrogradé en fin de saison. Eddy Jones sélectionne Ben Earl pour le Tournoi des Six Nations 2020. Il fait finalement ses débuts internationaux le 8 février 2020 contre l'Écosse, à Murrayfield, lors de la deuxième journée du Tournoi, en remplacement de Sam Underhill. Il joue également les trois autres journées et remporte le Tournoi. De plus, la pandémie de Covid-19 fait son apparition et suspend le championnat, puis le reporte. Earl signe tout de même une prolongation avec les Sarries, puis est prêté aux Bristol Bears pour la saison 2020-2021 avec son coéquipier Max Malins avec qui il vit durant cette période,.
Earl arrive donc à Bristol, il dispute les matchs reportés de la saison 2019-2020 où il joue onze rencontres et inscrit six essais. Le club va notamment jusqu'en demi-finale de Premiership mais est éliminé face aux Wasps, ils vont également en finale de Challenge européen et la remportent face au RC Toulon, Earl prend part à ses deux rencontres comme titulaire. Il finit notamment meilleur marqueur d'essais du championnat avec onze réalisations, à égalité avec Ollie Thorley. Il est également nommé dans l'équipe type de la saison et est nommé dans deux autres catégories, celle du meilleur jeune joueur de la saison et du meilleur joueur de la saison.
La saison suivante, il est sélectionné pour la Coupe d'automne des nations, prenant part à toutes les rencontres, dont la victoire en finale contre la France. Earl est de nouveau sélectionné pour le Tournoi des Six Nations 2021, il prend part aux cinq rencontres, toutes comme remplaçant, il n'a toujours pas été titulaire au bout de treize matchs disputés avec son pays. Cependant, l'Angleterre n'arrive pas à rééditer la performance de l'an dernier et termine à une décevante cinquième place. Cette saison-là, Earl joue peu avec les Bristol Bears, il ne prend part qu'à onze rencontres durant la saison, pour cinq essais inscrits, cela s'explique par ses différentes sélections avec le XV de la Rose. Il participe à la fin de saison du club et inscrit quatre essais sur les cinq derniers matchs de saison régulière pour aider le club à se qualifier en demi-finale de Premiership 2020-2021. Mais, malgré un nouvel essai marqué dans un match déroutant, les Harlequins battent Bristol en prolongations, qui avait une avance de 28 points à un moment du match, et leur saison se finit ainsi.

### De retour aux Saracens et l'un des meilleurs joueurs de Premiership (2021-2023)
Les Sarries remportent la deuxième division et remontent donc immédiatement en Premiership, Ben Earl fait donc son retour au sein du club. N'étant pas appelé par Eddie Jones, il dispute quasiment toutes les rencontres du club en championnat et inscrit notamment onze essais, dont un triplé décisif en demi-finale contre les Harlequins qui permet à son club de disputer la finale. Mais, en finale ce sont les Leicester Tigers qui s'imposent 15 à 12 sur un drop à la dernière minute de Freddie Burns. Après une saison très réussie sur le plan personnel, il est élu meilleur joueur de la saison en championnat. Il est également retenu dans l'équipe type de la saison pour la seconde fois de sa carrière.
Earl réalise une bonne première partie de saison en 2022-2023, inscrivant notamment six essais jusqu'à la mi-décembre. Pendant cette même période, il prolonge notamment son contrat avec les Saracens. De plus, il écope du premier carton rouge de sa carrière lors de la première défaite de la saison des Saracens contre les London Irish. Ce carton est notamment jugé sévère pour beaucoup, il est finalement annulé après la rencontre et Earl est donc immédiatement disponible pour jouer la prochaine rencontre. En janvier, après quasiment deux ans sans jouer pour l'Angleterre, Earl fait partie du premier groupe de joueurs appelés par le nouveau sélectionneur pour disputer le Tournoi des Six Nations 2023, à la suite de la nomination de Steve Borthwick. Il est remplaçant pour les deux premières rencontres de la compétition mais ensuite il n'est pas retenu pour les trois rencontres suivantes,,. Par la suite, avec les Saracens, ces derniers réussissent à atteindre la finale de la Premiership, pour la seconde année consécutive, où il est titulaire en troisième ligne aile et les siens s'imposent 35 à 25 face aux Sale Sharks. Lors de cette saison, il a disputé vingt-quatre rencontres et inscrit huit essais. Il est nommé dans l'équipe type de la saison de Premiership pour la troisième fois de sa carrière.

### Changement de dimension avec leXV de la Rose(depuis 2023)
Fin juin 2023, Ben Earl est de nouveau sélectionné avec le XV de la Rose, dans un groupe de 41 joueurs pour les matchs de préparation à la Coupe du monde 2023,. Finalement, début août, il est définitivement sélectionné pour la compétition planétaire. Lors d'un test match de préparation face au pays de Galles, il connaît sa première titularisation au niveau international lors de sa seizième sélection. À partir de ce match, il devient un titulaire à part entière du XV de la Rose, notamment au poste de troisième ligne centre où il réalise des prestations convaincantes durant la Coupe du monde et est cité comme étant le meilleur joueur anglais,,,,. Pendant cette compétition, il inscrit son premier essai international lors de la finale pour la troisième place que son équipe remporte 26 à 23 contre l'Argentine. Il termine deuxième meilleur plaqueur de la compétition, derrière Marcos Kremer, avec quatre-vingt plaquages effectués.
En octobre 2023, il signe une prolongation de contrat de longue durée avec son club formateur. Le mois suivant, il subit une sérieuse blessure à un genou lors d'un échauffement avant une rencontre. Il fait finalement son retour sur les terrains à la fin décembre. En janvier 2024, il est sélectionné pour le Tournoi des Six Nations. Titularisé lors des cinq rencontres de la compétition en troisième ligne centre, il confirme sa bonne Coupe du monde en réalisant de bonnes performances, étant élu homme du match à deux reprises, et inscrivant notamment deux essais, dont un très important lors de la victoire 23 à 22 contre l'Irlande. À l'issue de la compétition, il est nommé pour le titre de meilleur joueur du Tournoi et est retenu dans l'équipe type de la compétition. Avec les Saracens, il est une nouvelle fois élu dans l'équipe-type de Premiership cette saison-là.
En juin suivant, il est sélectionné avec l'Angleterre pour la tournée d'été. Titulaire pour le premier match contre le Japon, il est nommé vice-capitaine avec Maro Itoje, Joe Marler et Henry Slade derrière Jamie George. Durant la rencontre, il inscrit un essai lors de la large victoire 52 à 17 des siens sur le sol nippon. Puis, il dispute les deux test matchs perdus contre la Nouvelle-Zélande,.
La saison suivante, en octobre 2024, il fait partie des dix-sept joueurs anglais à signer un contrat hybride avec la Fédération anglaise. À la même période, il est sélectionné pour les test matchs d'automne et dispute quatre matchs comme titulaire,. En début d'année 2025, il est retenu pour le Tournoid des Six Nations. Pendant la compétition, il est titulaire lors des cinq matchs mais laisse la place place à Tom Willis en troisième ligne centre durant trois rencontres. En club, il connaît treize titularisations en dix-sept matchs pour huit essais inscrit.
À l'issue de la saison, il est convoqué pour la tournée des Lions britanniques et irlandais en Australie. Il honore sa première sélection avec cette équipe face à l'Argentine le 20 juin. Durant la préparation de la série contre les Wallabies, il réalise de bonnes performances et est notamment utilisé au poste de premier centre lors des quatorze dernières minutes du match contre les Queensland Reds,. Par la suite, il joue deux des trois test matchs et la série est finalement remportée par son équipe par deux victoires à une,.

## Statistiques

### En club
| Saison         | Club           | Compétition                | Matchs | Points | Essais |
| -------------- | -------------- | -------------------------- | ------ | ------ | ------ |
| 2016-2017      | Saracens       | Championnat d'Angleterre   | 1      | -      | -      |
| 2016-2017      | Saracens       | Coupe anglo-galloise       | 1      | 5      | 1      |
| 2017-2018      | Saracens       | Championnat d'Angleterre   | 8      | 5      | 1      |
| 2017-2018      | Saracens       | Coupe d'Europe             | 2      | -      | -      |
| 2017-2018      | Saracens       | Coupe anglo-galloise       | 3      | -      | -      |
| 2018-2019      | Saracens       | Championnat d'Angleterre   | 16     | -      | -      |
| 2018-2019      | Saracens       | Coupe d'Europe             | 4      | 10     | 2      |
| 2018-2019      | Saracens       | Premiership Rugby Cup      | 4      | 5      | 1      |
| 2019-2020      | Saracens       | Championnat d'Angleterre   | 9      | 35     | 7      |
| 2019-2020      | Saracens       | Coupe d'Europe             | 5      | -      | -      |
| 2019-2020      | Saracens       | Premiership Rugby Cup (en) | 2      | -      | -      |
| 2019-2020      | Bristol Bears  | Championnat d'Angleterre   | 8      | 20     | 4      |
| 2019-2020      | Bristol Bears  | Challenge européen         | 3      | 10     | 2      |
| 2020-2021      | Bristol Bears  | Championnat d'Angleterre   | 8      | 25     | 5      |
| 2020-2021      | Bristol Bears  | Coupe d'Europe             | 3      | -      | -      |
| 2021-2022      | Saracens       | Championnat d'Angleterre   | 25     | 55     | 11     |
| 2021-2022      | Saracens       | Challenge européen         | 5      | 10     | 2      |
| 2021-2022      | Saracens       | Premiership Rugby Cup (en) | 1      | -      | -      |
| 2022-2023      | Saracens       | Championnat d'Angleterre   | 18     | 20     | 4      |
| 2022-2023      | Saracens       | Champions Cup              | 6      | 20     | 4      |
| 2023-2024      | Saracens       | Championnat d'Angleterre   | 10     | 5      | 1      |
| 2023-2024      | Saracens       | Champions Cup              | 3      | -      | -      |
| 2024-2025      | Saracens       | Championnat d'Angleterre   | 13     | 25     | 5      |
| 2024-2025      | Saracens       | Champions Cup              | 4      | 15     | 3      |
| Total Saracens | Total Saracens | Total Saracens             | 140    | 210    | 42     |
| Total Bristol  | Total Bristol  | Total Bristol              | 22     | 55     | 11     |
| Total          | Total          | Total                      | 162    | 265    | 53     |

### En sélection nationale
Au 7 août 2025, Ben Earl compte 42 capes en équipe d'Angleterre, dont 26 en tant que titulaire, depuis le 8 février 2020 contre l'Écosse à Murrayfield. Il inscrit 6 essais, 30 points.
Il participe à une édition de la Coupe du monde en 2023, il dispute sept rencontres, dont six en tant que titulaire.
| Année | Compétition                 | Matchs | Points | Essais |
| ----- | --------------------------- | ------ | ------ | ------ |
| 2020  | Six Nations                 | 4      | 0      | 0      |
| 2020  | Coupe d'automne des nations | 4      | 0      | 0      |
| 2021  | Six Nations                 | 5      | 0      | 0      |
| 2023  | Six Nations                 | 2      | 0      | 0      |
| 2023  | Test matchs                 | 3      | 0      | 0      |
| 2023  | Coupe du monde              | 7      | 5      | 1      |
| 2024  | Six Nations                 | 5      | 10     | 2      |
| 2024  | Test matchs                 | 7      | 10     | 2      |
| 2025  | Six Nations                 | 5      | 5      | 1      |
| Total | Total                       | 42     | 30     | 6      |

### Avec les Lions britanniques et irlandais
Ben Earl participe à la tournée des Lions britanniques et irlandais en 2025. Il prend part à un test match contre l'Argentine et à deux matchs de la série contre l'Australie. Il joue également quatre autres matchs.

## Palmarès

### En club
- Vainqueur du Championnat d'Angleterre en 2018, 2019 et 2023 avec les Saracens.
- Finaliste de la Coupe d'Angleterre en 2019 avec les Saracens.
- Vainqueur du Challenge européen en 2020 avec les Bristol Bears.
- Finaliste du Championnat d'Angleterre en 2022 avec les Saracens.

### En équipe nationale
- Finaliste du Championnat du monde junior en 2017 avec l'équipe d'Angleterre des moins de 20 ans.
- Vainqueur du Tournoi des Six Nations des moins de 20 ans en 2017 avec l'équipe d'Angleterre des moins de 20 ans.
- Vainqueur du Tournoi des Six Nations en 2020 avec l'équipe d'Angleterre.
- Vainqueur de la Coupe d'automne des nations en 2020 avec l'équipe d'Angleterre.
- Troisième de la Coupe du monde en 2023 avec l'équipe d'Angleterre.

### Distinctions personnelles
- Nommé pour les titres de meilleur jeune joueur et de meilleur joueur du Championnat d'Angleterre en 2020.
- Membre de l'équipe type du Championnat d'Angleterre en 2020, 2022, 2023 et 2024.
- Meilleur marqueur d'essais du Championnat d'Angleterre en 2020 (onze essais).
- Meilleur joueur du Championnat d'Angleterre en 2022.
- Membre de l'équipe type du Tournoi des Six Nations en 2024.
- Nommé pour le titre de meilleur joueur du Tournoi des Six Nations en 2024.